# Lucian Chețan
Lucian Constantin Chețan (Pitești, 25 giugno 1985) è un ex calciatore rumeno, di ruolo centrocampista.